# La Celle-les-Bordes
La Celle-les-Bordes är en kommun i departementet Yvelines i regionen Île-de-France i norra Frankrike. Kommunen ligger i kantonen Saint-Arnoult-en-Yvelines som tillhör arrondissementet Rambouillet. År 2022 hade La Celle-les-Bordes 832 invånare.

## Befolkningsutveckling
Antalet invånare i kommunen La Celle-les-Bordes
| Referens: INSEE |